# غاريت ماكنتاير
غاريت ماكنتاير (بالإنجليزية: Garrett McIntyre)‏ هو لاعب كرة قدم أمريكية ولاعب كرة قدم كندية أمريكي، ولد في 26 نوفمبر 1984 في سووث لاك تاهوي في الولايات المتحدة.

## وصلات خارجية
- غاريت ماكنتاير على موقع مرجع كرة القدم المحترفة.كوم (الإنجليزية)